# 洛要县
洛要县，古县名。东魏武定七年（549年）置武陵郡，领上鲜、洛要两县，洛要县为萧梁高密县改称。高齐天保元年（550年）移武陵郡治此，北周仍之，隋开皇三年（583年）裁废，后为洛要镇。故址在今赣榆县沙河镇城子村。